# Queitita
La queitita és un mineral de la classe dels silicats. Rep el seu nom de Clive S. Queit, distribuïdor de minerals de Tsumeb.

## Característiques
La queitita és un sorosilicat de fórmula química Pb₄Zn₂(SO₄)(SiO₄)(Si₂O₇), que va ser aprovat per l'IMA l'any 1978. Cristal·litza en el sistema monoclínic formant cristalls tabulars en {001} i allargats en [010]. La seva duresa a l'escala de Mohs és 4.
Segons la classificació de Nickel-Strunz, la queitita pertany a «09.BF - Sorosilicats amb grups barrejats de SiO₄ i Si2O₇; cations en coordinació tetraèdrica [4] i major coordinació» juntament amb els següents minerals: harstigita, samfowlerita i davreuxita.

## Formació i jaciments
Es troba en sulfurs corroïts en minerals de plom parcialment oxidats, o amb altres minerals de plom i coure oxidats en filons de quars. Va ser descoberta l'any 1978 a la mina Tsumeb, a la regió d'Otjikoto (Namíbia). També se n'ha trobat en altres indrets dels Estats Units i del Regne Unit.